# Stadt-als-Schule
Die Stadt-als-Schule Berlin war einer der weitestgehenden Schulversuche in Berlin. Das Konzept beinhaltete für die 9. und 10. Klasse das „Lernen in der Schule“ an zwei Tagen die Woche und an drei Tagen das „Lernen in der Stadt“, in Betrieben, Verwaltungen und anderen Einrichtungen.
Der Schulversuch ging aus dem gleichnamigen Jugendbildungsprojekt (1987 bis 1991) hervor und bestand von August 1992 bis 2010 in Berlin-Kreuzberg. Er folgte der konzeptionellen Idee von City-As-School New York, einer der ältesten alternativen öffentlichen Highschools der USA.

## Geschichte
Von 1987 bis 1991 wurde ein Modellversuch im Rahmen der Jugendbildungsarbeit mit nicht mehr schulpflichtigen Jugendlichen durchgeführt. Dieser wurde nach erfolgreichem Abschluss in einen gleichnamigen Schulversuch überführt.
Im August 1992 begann der zunächst auf vier Jahre befristete Schulversuch mit 32 Schülern als öffentliche allgemeinbildende Schule im Hauptschulbereich der 9. und 10. Klasse. Gemeinsam mit Ingrid Böhm und Jens Schneider, den Leitern des bisherigen Modellversuchs, wurde der Schulversuch mitbegründet durch die Pädagogin und Pädagogen Dorit Grieser, Hartmut Glänzel, Guido Landreh sowie die Verwaltungskraft, Stefan Bubenzer. Letztere setzten ihre bisherige Tätigkeit im Modellversuch nun als Lehr- und künftige Leitungskräfte des neu genehmigten Schulversuchs fort.
Im Februar 1993 fand die Stadt-als-Schule ihr Domizil in den oberen beiden Stockwerken der Dessauer Straße 24.
Fortgeführt wurde der Schulversuch im Schuljahr 1996/97, verbunden mit der im Februar 1997 erteilten Genehmigung, den Realschulabschluss vergeben zu dürfen. Entsprechend der Zahl von nunmehr 128 teilnehmenden Schülern war auch das Kollegium der Schule gewachsen. Mit der Senatsschulverwaltung fanden im Sommer 2000 Gespräche über die Etablierung der Stadt-als-Schule Berlin statt. An den Entwicklungen des Schulversuchs hatte ebenfalls Winfried Uesseler maßgeblichen Anteil. Er arbeitete seit 1993 neben seiner Tätigkeit als Pädagoge und Lehrkraft an der Dokumentation und wissenschaftlichen Begleitung des Schulversuchs.
Im Sommer 2001 endete der Schulversuch. Die Schule arbeitete vorerst auf der Grundlage eines in Kooperation mit der Senatsschulverwaltung erarbeiteten Entwurfs für eine neue Genehmigungsverfügung.  Der Abschlussbericht an die Senatsschulverwaltung dokumentierte, dass die Schüler, die mit einer negativen Abschlussprognose an der Stadt-als-Schule aufgenommen wurden, zu mehr als 60 % einen Schulabschluss erreicht hatten. Das Konzept ist damit auch besonders für solche Schüler geeignet, die vom Regelangebot der Berliner Schule fehlgefordert sind.
Die ausstehende Genehmigungsverfügung als Schule besonderer pädagogischer Prägung wurde am 14. August 2002 erteilt. Die Schülerzahl durfte auf 150 Schüler anwachsen und für die Arbeit nun das gesamte Gebäude in der Dessauer Straße 24 genutzt werden.
Auf Anordnung des Schulträgers musste die Schule im Sommer 2007 in ein Schulgebäude am Fraenkelufer 18 in Berlin-Kreuzberg umziehen. Das bisherige Gebäude wurde verkauft.
Mit der Berliner Schulstrukturreform im Sommer 2010 verlor die Stadt-als-Schule ihre Eigenständigkeit. Sie wurde in die spätere Albrecht-von-Graefe-Schule integriert.

## Konzept

### Praxislernen
Jeweils an drei Tagen in der Woche wurden die Schüler interessenorientiert an Praxisplätzen in Betrieben, Verwaltungen, sozialen und kulturellen Einrichtungen tätig und nahmen dort an konkreten „Praxislernprojekten“ teil, die über mehrere Monate liefen. Unter Beratung und Anleitung durch die jeweilige Lehrkraft und sogenannte Mentoren – den anleitenden und Aufsicht führenden Fachleuten am Praxisplatz – planten und reflektierten sie ihre Tätigkeiten, bearbeiteten Aufgaben, eigneten sie sich Kenntnisse und Fertigkeiten, Arbeits- und Lernmethoden und Schlüsselqualifikationen an. Jedes Praxislernprojekt wurde durch einen individuellen Lernplan strukturiert und beinhaltet komplexe Handlungs-, Erkundungs-, Fach- und Dokumentationsaufgaben.
Das zweitägige Lernen in der Schule diente der Aufarbeitung, Vertiefung und Ergänzung von Wissen und Erfahrungen aus den Praxislernprojekten durch Bereitstellung und Nutzung weiterer schulischer Lern- und Beratungsangebote.
Durch Praxislernen konnten persönlich, gesellschaftlich, kulturell, fachlich und beruflich relevante Themen bzw. Lernziele („Allgemeinbildung“) aufgegriffen und verfolgt werden, deren „Legitimität“ sich in der Praxis zu bewähren hat und im Gespräch begründet werden muss, und zwar nicht nur im Dialog zwischen Lehrkräften und Schülern, sondern im Austausch aller an Schule Beteiligten. Dabei wurden gleichermaßen die Interessen der Jugendlichen, neue Fragen und Anforderungen aus Gesellschaft, Wirtschaft, Wissenschaft und Ethik sowie die pädagogische Maximen und Maßgaben ins Spiel gebracht. Einen besonderen Stellenwert in diesem „Wettstreit“ um „richtige“ und „vernünftige“ Unterrichtsinhalte und -ziele hatten neben der Vermittlung von Kulturtechniken und Fachwissen/-methoden die „Schlüsselkompetenzen“ und die „Schlüsselprobleme“ der Gesellschaft.
Mittels der vier Bereiche des Praxislernprojekts „Tätigkeit“, „Erschließung“, „Aufgabe“ und „Dokumentation“ wurden Tätigkeit und Reflexion zur Bildung und Generierung von Wissen genutzt. Durch verschiedenste Aktivitäten am Praxisplatz konnten die Jugendlichen einen Perspektivwechsel vornehmen und die dadurch neu gewonnenen Erfahrungen in der Schule in unterschiedlichen Gruppenkonstellationen austauschen und verarbeiten.

#### Tätigkeit am Praxisplatz
„Jedes Tun ist Erkennen und jedes Erkennen ist Tun.“ Auch moderne konstruktivistische Theorien der „Autopoiese“ stellen diese Verkettung zwischen Handlung und Erfahrung, zwischen Praxis und Theorie, heraus. Innerhalb des Praxislernens wird die Eigentätigkeit des Jugendlichen zur entscheidenden Ausgangsbasis seiner Lern- und Erfahrungsprozesse. Als eigener Bildungsbereich im Bildungsteil Praxislernprojekt wurde die Tätigkeit am Praxisplatz gesondert bewertet.

#### Erschließung des Praxislernens
Die Erschließung beinhaltet die eigenständige und eigentätige Nutzung des Lernangebots am Praxisplatz und in der Schule: Praxisplätze mit speziellen Tätigkeitsfeldern bewusst wählen, eigene Lerninteressen, Fragen, Probleme, Themen erkennen und benennen und in den Lernplan bzw. in die Lernvereinbarung einbringen; aus eigenem Interesse heraus sich Wissen verschiedenster Art – vor allem ausgehend vom Tätigkeitsfeld des Praxisplatzes – aneignen. Als der für den Fortgang des Praxislernprojekts verantwortliche „Motor“ ist die Erschließung ein gesondert bewerteter Bildungsbereich im Bildungsteil Praxislernprojekt.

#### Selbständige Aufgabe
Die selbständige Aufgabe soll einen Bezug zur Tätigkeit am Praxisplatz haben. Der Phantasie sind keine Grenzen gesetzt. Mit jedem Schüler und jedem neuen Praxisplatz gibt es wieder neue Möglichkeiten: Die selbständige Aufgabe beinhaltet ein konkretes eigenes Vorhaben im Kontext des Praxislernprojekts, z. B. die Einrichtung einer Homepage in einem Jugendzentrum; Planung, Interviews in einem Zentrum für obdachlose Jugendliche mit Mitarbeitern und Betroffenen; Erarbeitung einer Führung durch das Technikmuseum; … Hier werden unter anderem die Planung von Vorhaben, die Anwendung, Erarbeitung und Übertragung von Wissen und Fertigkeiten, die Qualität des Produkts, die Wahrnehmung von Möglichkeiten, Prozessideen, Kreativität, Frustrationstoleranz, Flexibilität und der gestalterische Ausdruck bewertet.

#### Dokumentation
Die Dokumentation des Praxislernens beinhaltet die Zusammenstellung von Dokumenten (z. B. eigene und fremde Aufzeichnungen, Fotos, Tonaufnahmen, Skizzen), die Beobachtungen, Erfahrungen, Fragen und Antworten, Lernergebnisse, Informationen, Reflexionen im Zusammenhang mit dem Praxislernprojekt festhalten und der Lerngruppe sowie darüber hinaus der gesamten Schulgemeinschaft zugänglich macht. Die Dokumentation ist ein gesondert bewerteter Bildungsbereich des Praxislernprojekts. Bewertungskriterien sind u. a. die Sachbezogenheit, Treffsicherheit, Differenziertheit und Authentizität der schriftlichen, visuellen und/oder audiovisuellen Darstellung, die Stimmigkeit der gestalterischen Konzeption, die Genauigkeit der Auswertung und Ernsthaftigkeit der Reflexion.

### Kommunikationsgruppe
In der Kommunikationsgruppe wurden Praxislernprojekte geplant, Praxiserfahrungen ausgetauscht und ausgewertet, Ergebnisse, Erfolge und Probleme besprochen und gemeinsame Praxisplatzbesuche durchgeführt. Darüber hinaus wurden aktuelle gesellschaftspolitische Aspekte und fächerübergreifende Themen behandelt sowie Erkundungen und Gruppenaktivitäten durchgeführt. Formen sprachlicher, schriftlicher und visueller Kommunikation, die sich am Rahmenplan „Deutsch“ orientierten, bildeten den Schwerpunkt gemeinsamer und individueller Arbeit.
Dokumentation, Kommunikation und Präsentation beinhalten die Notwendigkeit der Reflexion, die dafür sorgt, dass aus Erfahrung Wissen gebildet werden kann. Dieser Prozess der Generierung schafft neues persönliches und gemeinschaftliches Wissen.

### Lernberatung und -begleitung
Zu den Aufgaben der Lehrkräfte in der Stadt-als-Schule gehörten die persönliche Beratung des Schülers (individuelle Lern- wie auch sozialpädagogische Beratung); die begleitende Erschließung des Praxislernens (Auswahl von Praxisplätzen mit anregender, produktiver Lernsituation und relevanten Fach- und Kulturbezügen sowie geeigneten Mentoren; Entwicklung und Klärung von Bildungsinteressen, Finden von Erkundungs- und sonstigen Aufgaben); die Lernplanung und Lernbegleitung am Praxisplatz und in der Schule (gemeinsame Strukturierung mit dem Ziel der Verknüpfung, Erweiterung, Vertiefung und Auswertung sowie die Unterstützung bei Lernprozessen). Aus diesem Grunde verstanden sich die Lehrkräfte als Pädagogen.
Als Organisationsform der pädagogischen Arbeit hatte sich ein Team-Kleingruppen-Modell etabliert. Neben den Kleinteams tagte wöchentlich das Team der Schule, das alle Kleinteams und weiteren pädagogischen Kräfte wie auch Verwaltungskräfte mit einbezog. Grundsätzliche Entscheidungen mussten im Konsens getroffen werden, alle hatten ein Vetorecht. Mit großem Einsatz wurde hier vom gesamten Team der Schule „eine zukunftsweisende Vision zur Gestaltung schulischen Lernens entwickelt und geprägt“.

### Leistungsbewertung, Bildungsberichte
Es wurde versucht, drei verschiedene und nicht widerspruchsfreie Bewertungsverfahren in Einklang zu bringen:
- die kriterienbezogene Bewertung auf der Grundlage von individuellen Lernplänen und gruppenbezogenen Arbeitsplänen definierten Arbeits- und Lernzielen,
- die norm- und vergleichsbezogene Bewertung auf der Grundlage von definierten Mindestanforderungen
- die Bewertung des persönlichen Lernfortschritts gemessen an einem eingebrachten und ermittelten Lernentwicklungsstand.[23]

Zum Ende eines jeden Halbjahres bekamen die Schüler einen Bildungsbericht. Er ist das Kernstück der Leistungsbewertung in der Stadt-als-Schule, da die Leistungen der Schüler so detaillierter beschrieben werden können. Die Bildungsberichte nehmen Ergebnisse der gemeinsam mit den Schülern vorgenommenen Auswertung der Lernvereinbarung auf, ermuntern und motivieren, indem Person und Leistungen persönliche Wertschätzung erfahren; üben mit pädagogischem Takt konstruktive Kritik und zeigen mögliche Wege und Anschlussperspektiven auf. Sie sind zurückhaltend mit Urteilen und informieren auch Eltern, weiterführende Schulen, Ausbilder und Arbeitgeber. Mit Blick auf die Wirkung dieser Texte auf unterschiedliche Adressaten (verschiedenste Schülerpersönlichkeiten, Eltern, Betreuer, Arbeitgeber) wurde in die sorgfältige Formulierung dieser Bildungsberichte sehr viel Arbeit investiert.

## Adressaten
Die Mitbegründer des Schulversuchs hatten das Ziel, reformpädagogische Impulse zu setzen und interessierten Schülern ein umfassendes Angebot des Projektlernens an Praxisplätzen im städtischen Raum zu eröffnen.
Das Angebot der Stadt-als-Schule Berlin umfasste die Jahrgangsstufen 9 und 10. Nach Maßgabe der Senatsschulverwaltung wurde die Adressatengruppe eingegrenzt. Aufgenommen werden durften Schüler, die Gefahr laufen, den von ihnen angestrebten Abschluss nicht zu erreichen und mindestens ein Schuljahr im Verzug waren. Sie konnten sich bei Interesse an der Stadt-als-Schule bewerben. Die Schule, im Bezirk Kreuzberg angesiedelt, stand wie das Jugendbildungsprojekt interessierten Schülern aller Berliner Bezirke offen.
Aus dem Konzept der Stadt-als-Schule Berlin entwickelte sich auch die Bildungsform „Produktives Lernen“, die im Schuljahr 1996 an zwölf Berliner Schulen startete.
An der Reinhold-Burger-Schule in Berlin-Pankow wurde darüber hinaus das "Integrierte Produktive Lernen" entwickelt. Hier wird im Sinne der Inklusion auf das Separieren von Schülern in einem Bildungsgang Produktives Lernen verzichtet. Die Schüler können alternativ Integriertes Produktives Lernen als Wahlangebot wahrnehmen und verbleiben dabei an den Schultagen in ihren Klassen.